# (11768) Merrill
(11768) Merill ist ein Asteroid des äußeren Hauptgürtels, der am 25. März 1971 von dem niederländischen Astronomenehepaar Cornelis Johannes van Houten und Ingrid van Houten-Groeneveld entdeckt wurde. Die Entdeckung geschah im Rahmen der 1. Trojaner-Durchmusterung, bei der von Tom Gehrels mit dem 120-cm-Oschin-Schmidt-Teleskop des Palomar-Observatoriums aufgenommene Feldplatten an der Universität Leiden durchmustert wurden, elf Jahre nach Beginn des Palomar-Leiden-Surveys.
Der mittlere Durchmesser von (11768) Merrill wurde mithilfe des Wide-Field Infrared Survey Explorers (WISE) mit 11,767 (±0,103) km berechnet, die Albedo mit 0,088 (±0,012). Es wurde schon mehrmals versucht, die Rotationsperiode des Asteroiden zu bestimmen, zum Beispiel anhand von Aufnahmen des TESS-Weltraumtelekops 2019, aber auch von Brian D. Warner 2009 und 2020, die Lichtkurven reichten jedoch nicht zu einer Bestimmung aus.
Der Asteroid gehört zur Veritas-Familie, einer Gruppe von Asteroiden, die nach (490) Veritas benannt ist und vermutlich vor 8,3 (± 0,5) Millionen Jahren durch das Auseinanderbrechen eines 150 km durchmessenden Asteroiden entstanden ist. Die zeitlosen (nichtoskulierenden) Bahnelemente von (11768) Merrill sind fast identisch mit denjenigen 23 weiterer Asteroiden, von denen (169282) 2001 ST238 und (296907) Alexander nach (11768) Merill den größten mittleren Durchmesser haben.
(11768) Merrill wurde am 24. November 2007 nach dem US-amerikanischen Astronomen Paul Willard Merrill (1887–1961) benannt. Nach Merill war schon 1970 ein Mondkrater auf der nördlichen Mondrückseite benannt worden: Mondkrater Merrill.